# 대건선
대건선(戴建線)은 평안남도 은산군에 있는 은산역과 북창군에 있는 봉창역을 연결하는, 조선민주주의인민공화국의 철도노선이다.

## 노선 정보
- 노선과 거리 : 은산역~봉창역(34.5 km)
- 역 수 : 9개(양단역 포함)
- 궤도 간격 : 1435mm
- 전철화 구간 : 전 구간(직류 3000V)
- 복선 구간 : 없음

## 역 목록
| 역이름         | 영업 거리 (km) | 접속노선                   | 소재지   | 소재지 |
| -------------- | -------------- | -------------------------- | -------- | ------ |
| 은산(殷山)     | 0.0            | 평라선                     | 평안남도 | 은산군 |
| 대건(戴建)     |                | 은산선, 직동탄광선, 모학선 | 평안남도 | 순천시 |
| 증산리(甑山里) |                |                            | 평안남도 | 순천시 |
| 룡악(龍岳)     |                |                            | 평안남도 | 순천시 |
| 초평(草坪)     |                |                            | 평안남도 | 순천시 |
| 삼소(三所)     |                |                            | 평안남도 | 순천시 |
| 무진대(無盡臺) |                |                            | 평안남도 | 개천시 |
| 외동(外東)     |                |                            | 평안남도 | 개천시 |
| 봉창(鳳倉)     |                |                            | 평안남도 | 북창군 |